# Plectofrondiculariidae
Plectofrondiculariidae es una familia de foraminíferos bentónicos de la superfamilia Nodosarioidea, del suborden Lagenina y del orden Lagenida. Su rango cronoestratigráfico abarca desde el Triásico superior hasta la Actualidad.

## Discusión
Clasificaciones previas incluían los géneros de Plectofrondiculariidae en la familia Nodosariidae.

## Clasificación
Plectofrondiculariidae incluye a las siguientes subfamilia y géneros:
- Subfamilia Plectofrondiculariinae
  - Behillia
  - Berthelinella †
  - Dyofrondicularia †
  - Lankesterina †
  - Nuttallus †
  - Parafrondicularia
  - Plectofrondicularia †
  - Proxifrons
  - Sieberina
  - Yneziella †
  - Plectolingulina †
  - Staffia †

Otros géneros considerados en Plectofrondiculariidae son:
- Mucronina, antes en la familia Nodosariidae
- Paralingulina, antes en la familia Ichthyolariidae

Otros géneros considerados en Plectofrondiculariidae y clasificados actualmente en otra familia son:
- Amphimorphina, ahora en la familia Chrysalogoniidae

Otros géneros considerados en Plectofrondiculariidae son:
- Lagenonodosaria, aceptado como Amphicoryna
- Nuttallus, aceptado como Mucronina
- Proxifrons, aceptado como Mucronina